# Киле, Пётр Александрович
Пётр Александрович Киле (род. 25 мая 1936, Дада, Хабаровский край) — нанайский поэт, прозаик и драматург. Член Союза писателей СССР.

## Биография
Мать Петра Александровича рано умерла. Киле обучался в Найхинском интернате. О раннем периоде своей жизни Пётр Киле написал автобиографические повести «Свойства души» (1972) и «Свет в листьях» (1979).
Закончив седьмой класс, в 1952 году отправился в Ленинград, где учился в школе, в свободное время посещал музеи и библиотеки. Поступил на философский факультет ЛГУ. Совмещал учёбу с работой почтальоном. Окончил университет со свободным дипломом (1966), где в качестве специализации было указано «поэт».
В 1964 году сделал свою первую публикацию в молодежной газете «Смена».
Первые повести «Птицы поют в одиночестве» (1970), «Цветной туман» (1971), «Муза Филиппа» (1971) были опубликованы в журнале «Аврора».
Является автор журнальных публикаций в «Неве» (2003) и «Мире Севера» (2005).

## Произведения
- Птицы поют в одиночестве. Л., 1970;
- Цветной туман. Л., 1971;
- Муза Филиппа. Л., 1972;
- Идти вечно: Трилогия. Новосибирск: Западно-Сиб. кн. изд-во, 1972 (серия «Молодая проза Сибири»);
- Свойства души: Повести / Худ. Д. Орлов. М.: Современник, 1979;
- Весенний август: Повести. М.: Современник, 1981;
- Под небом единым: Повести и новеллы / Худ. Е. М. Воробьева. Л.: Лениздат, 1987;
- Чудесный вариант судьбы: Повести и новеллы / Худ. Е. Черная. М.: Современник, 1989;
- Песни сердца: Стихи на нанайском и русском яз. / Худ. А. В. Колесов. Хабаровск: Кн. изд-во, 1993; Утро дней: Пьесы. СПб., 2002.